# Kalisari (Tempuran)
Kalisari is een bestuurslaag in het regentschap Magelang van de provincie Midden-Java, Indonesië. Kalisari telt 2749 inwoners (volkstelling 2010).